# Simeon D. Fess

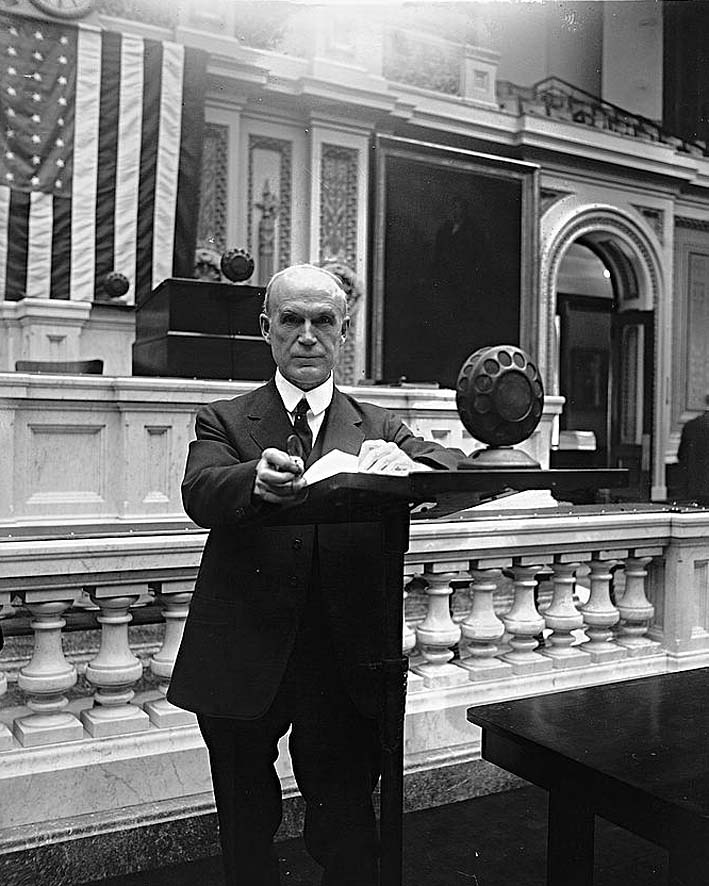
Simeon D. Fess

Simeon Davison Fess (* 11. Dezember 1861 bei Harrod, Ohio; † 23. Dezember 1936 in Washington, D.C.) war ein US-amerikanischer Politiker für die Republikaner aus Ohio.

## Leben
Simeon Fess wurde als Sohn von Henry und Barbara Fess auf einer Farm im Allen County geboren. 1889 machte er seinen Abschluss an der Ohio Northern University in Ada. Ein Jahr später heiratete er Eva C. Thomas. Nach seinem Abschluss erteilte er Unterricht in Geschichte und Rechtswissenschaften an der Universität und war zudem von 1889 bis 1896 Mitarbeiter in der Verwaltung. 1894 machte er seinen Abschluss in Rechtswissenschaften und war von 1896 bis 1900 Dekan der Fakultät. Ab 1900 betätigte er sich für zwei Jahre im Amt des Vizepräsidenten der Universität. Von 1902 bis 1907 absolvierte er ein postgraduales Studium an der University of Chicago. Danach kehrte er nach Ohio zurück und wurde Präsident des Antioch College in Yellow Springs. Dieses Amt übte er von 1907 bis 1917 aus. Er betätigte sich ebenfalls als Herausgeber und Autor und war zudem Methodist und Freimaurer und gehörte den Knights of Pythias an.

## Politik
Während seiner Tätigkeit am Antioch College nahm er 1912 als Delegierter an einer verfassungsgebenden Versammlung des Staates Ohio teil und wurde im selben Jahr in das US-Repräsentantenhaus gewählt, wo er von 1913 bis 1923 einen Sitz hatte. In dieser Zeit war er Vorsitzender des Committee on Education and Labor und von 1918 bis 1922 Vorsitzender des National Republican Congressional Committee. 1922 stellte er sich nicht zur Wiederwahl, sondern kandidierte erfolgreich für einen Sitz im US-Senat. Diesen Sitz hatte er von 1923 bis 1935 inne. Er war unter anderem Vorsitzender des Committee on the Library und von 1929 bis 1933 als Whip der Republikaner tätig. 1930 bis 1932 führte Fess den Vorsitz im Republican National Committee. 1934 kandidierte er erfolglos für eine dritte Amtszeit im Senat.